# 아스완 로우 댐

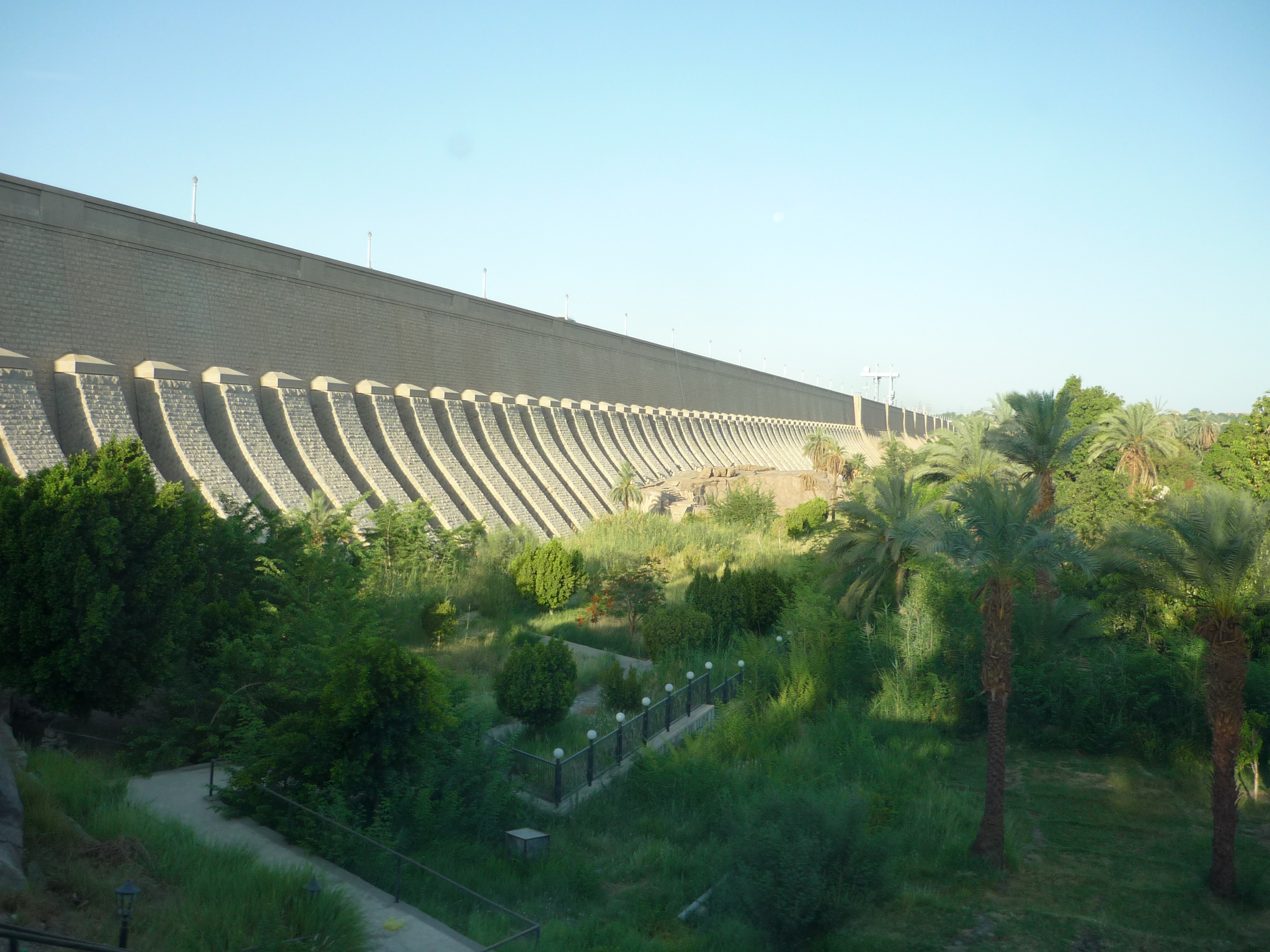
아스완 로우 댐

아스완 로우 댐(Aswan Low Dam) 또는 올드 아스완 댐(Old Aswan Dam)은 이집트 아스완의 나일강에 있는 중력 벽돌 지지대 댐이다. 이 댐은 이전 나일강 제1폭포에 영국인이 건설했으며 카이로에서 강 상류 약 1000km, 남남동쪽 690km(직접 거리)에 위치해 있다. 1899년에서 1902년 사이에 처음 건설되었을 때는 그 규모의 어떤 것도 시도된 적이 없었다. 완공 당시에는 세계에서 가장 큰 석조 댐이었다. 이 댐은 연간 홍수 물을 저장하고 건기 유량을 늘려 나일강 하류의 관개 개발과 인구 증가를 지원하도록 설계되었다. 원래 보존 문제로 인해 높이가 제한되었던 댐은 설계된 대로 작동했지만 계획된 개발을 위한 저장 용량이 부족하여 1907년에서 1912년 사이, 그리고 1929년에서 1933년 사이에 두 번 증축되었다. 이러한 높이는 여전히 관개 수요를 충족시키지 못했으며 1946년에는 수영장 높이를 최대화하려는 노력으로 인해 거의 초과되었다. 이로 인해 상류 6km(3.7마일)에 아스완 하이댐을 조사하고 건설하게 되었다.